# Réminiscence Paris
Pour les articles homonymes, voir Réminiscence.
Reminiscence Paris est une entreprise française de fabrication d'articles de bijouterie fantaisie haut de gamme et de parfums. Fondée en 1970 par Zoé Coste et Nino Amaddeo, elle dispose d'une boutique à  Antibes et est présente dans plus de 178 points de vente.

## Histoire
En 1970, Zoé Coste et Nino Amaddeo ouvrent à Juan-les-Pins une boutique intitulée « Ylang-ylang » où ils vendent des bijoux et des parfums inspirés de l'Orient et créés par Zoé Coste. La société se positionne sur le marché de la bijouterie fantaisie haut de gamme, une nouveauté à l'époque. 
Rapidement, elle prend le nom de Réminiscence et le succès aidant, elle ouvre des boutiques à Paris. Au fil des années, l'entreprise dispose d'une douzaine de commerces en France et d'autres dans plusieurs capitales européennes. Elle est présente dans plus de 178 points de vente à travers l'Europe.
Depuis le décès de Zoé Coste survenu en 2007, sa fille Lilla Amaddeo a repris la direction du bureau de style et s'occupe de la partie création de la société. Son frère, Sébastien Amaddeo, dirige l’entreprise de production des bijoux située en Thaïlande.
La société crée 274 modèles de bijoux par an et la part de la vente de parfums représente 55 % du chiffre d'affaires sans que l'entreprise fasse de publicité. Patchouli reste le parfum le plus vendu de Réminiscence : 156 000 exemplaires vendus en 2008.  
En 2018 le siège social est transféré de Paris à Beausoleil.  

## Parfums
Composés de matières premières naturelles, tous les parfums de Réminiscence sont créés à Grasse, sur la Côte d’Azur. 
- Patchouli (1970), créé par Maurice Sozio et Zoé Coste[3]
- Ambre (1970)
- Musc (1970)
- Rem (1996), créé par Francis Camail[7]
- La Rose du Jour d'Avant (1997)
- 2000 ans d'amour (1999), créé par Francis Camail[8]
- Réminiscence pour Homme (1999)
- Patchouli pour Homme (2000)
- Eau de Rem (2001)
- Anjali (2005)
- Jammin (2006)
- Élixir de Patchouli (2007)[9]
- Do-Ré (2008), créé par Jacques Flori, Zoé Coste[10]
- Mi-Fa (2008), créé par Jacques Flori, Zoé Coste[11]
- Sol-La (2008), créé par Jacques Flori, Zoé Coste[12]
- Si-Do (2008), créé par Jacques Flori, Zoé Coste[13]
- Étoile de Rem (2008)
- Noir (2009), créé par Jacques Flori et Nino Amaddeo[4]
- Eau de Patchouli (2009)
- L'Essence de Reminiscence (2010), créé par Michèle Saramito[14]
- Jammin Vibration (2011)[15]
- Sea Rem (2011), créé par Céline Ripert[16]
- Crazy Rem (2012), créé par Fabrice Pellegrin [17]
- Vanille (2012), créé par Fabrice Pellegrin[18]
- Oud (2012), créé par Fabrice Pellegrin[19]
- Dragée (2012)[20]
- Rem&bow (2013), créé par Fabrice Pellegrin[21]